# آمبوهیمیادانا
آمبوهیمیادانا (به لاتین: Abohimiadana) یک منطقهٔ مسکونی در ماداگاسکار است که در آندراماسینا واقع شده‌است. آمبوهیمیادانا ۲۳٬۳۲۰ نفر جمعیت دارد.